# OLSR
OLSR é um protocolo do roteamento para redes de dados sem fio móveis do tipo Ad-hoc.
OLSR significa em inglês Optimized Link State Routing Protocol.

## Como funciona o DHCP em uma rede OLSR
Usando o Firmware do grupo Freifunk de Berlim é possível criar uma rede OLSR e colocar automaticamente endereços IP a computadores via DHCP para computadores portáteis/laptops que estão perto de um roteador com suporte OLSR, sendo assim possível navegar pela Internet usando a tecnologia Wi-Fi. Para poder usar o DHCP, necessita-se reservar um bloco de números IP. Usando esta "configuração básica", não é necessário para um computador portátil ter o OLSR instalado. O roteador se converte em um gateway para o laptop/computador portátil e é responsável pela tradução do tráfego de dados que gera o computador portátil.

### Projeto Ondalivre
No Brasil o projeto se chama Ondalivre e utiliza a mais nova versão do Freifunk de Berlim traduzida para o português por  Alexandre Hill Maestrini, porém com pacotes ipkg opcionais já instalados por Stefan Rovetto do projeto suíço Openwireless.ch.

Para baixar a mais nova versão para o projeto Ondalivre, salve o arquivo em: Versão atualizada do Freifunk-Ondalivre